# 益子かつみ

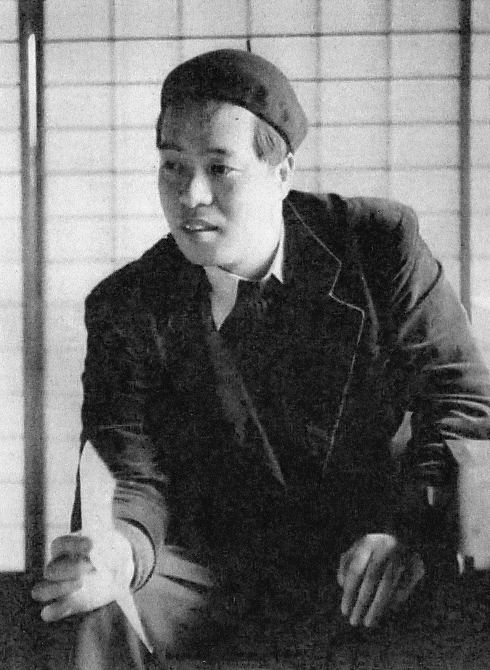
益子かつみ

益子 かつみ (ますこ かつみ、1924年4月1日 - 1971年7月13日) は、漫画家。本名は、益子 勝巳。
東京都立川市出身。小学五年生の時、落書きが担任の先生の目に留まり、漫画家になるのを勧められ、講談社の『キング』や『ユーモアクラブ』に投稿し原稿料をもらったのが病みつき、将来漫画家を夢見る。しかし家業を継がねばならず、中学四年の秋、意を決して家出、知り合った旅の僧にポンチ絵の手ほどきを受け、日本各地の祭礼の燈籠絵などを描き放浪、各地の中学を転々として上京。漫画界の草分け北澤楽天門下になり漫画の指導を受けながら、本郷絵画研究所を経て川端画学校に学ぶ。徴兵で家に帰り入隊。終戦後復員し、漫画家を本職とする。
少女もの、時代もの、SF、動物もの、挿絵やカットまで、幅広いジャンルで執筆した。『週刊少年サンデー』に連載された『快球Xあらわる!!』は、当時同誌の看板作品であった。宇宙から来た野球ボール型の謎の生命体と、人の良さだけがとりえのメガネをかけたさえない少年との心の交流を描いた作品で、『ドラえもん』などの先駆とされる。
晩年まで学習まんがの連載と執筆に携わっていたが、1971年7月13日に脳溢血のため死去。享年47。
貸本向けの単行本を多く手がけている漫画家の湧井和夫は弟。

## 作品リスト
- ハムちゃん王国　（少年画報12月増刊　1951年）[4]
- ジャングル王女　（少女ブック連載　1951年 - 1952年）[5][6]
- 大あばれてんぐ道中　（冒険王11月号付録　1952年）[7]
- 甘辛せんちゃん　（少年少女譚海連載　1953年頃）[8][8]
- ハロー猿飛大あばれ　（痛快ブック　読切　1953年1月号掲載）[9]
- どんぐり若様　（野球少年　1953年 - 1954頃）[10][11]
- どんぐり若称〔ママ?〕　（野球少年　1953年9月号）[12]
- 王手飛車之助　（野球少年　1954年 - 1955年頃）[13]
- たんぽぽ姫　（鶴書房　1954年）[14]
- 少年忍術士　（漫画全集123　太平洋文庫　1955年）[15]
- 隠密天平　（漫画全集129　太平洋文庫　1955年）[16]
- 丹下左膳　（譚海連載）[17]
- 小天狗ピョン助　（漫画と読物）[18]
- かのこ姫　（漫画王　連載／1954年第1巻刊行）[19]
  - かのこ姫たんけん隊（漫画王1953年9月号附録）[20]
  - かのこ姫のごうけつ十勇士（漫画王新年号附録　1954年）[21]
- さいころコロ助　（幼年ブック→日の丸　連載）
- 猿飛佐助忍術大合戦　（少年画報5月号附録　1954年）[22]
- 空飛かる助　（痛快ブック連載　1954年頃）[23]
- さくらんぼ姫　（二年ブック連載　1954年 - 終了時期不明／三年ブック　1955年（開始時期・終了時期とも不明）[24][25][26]）
- 江戸っ子ピン助　（漫画王7月号附録　1954年）[27][28]
- 児雷也小僧　（冒険王連載　1954年頃）[29]
- アンパン団長　（冒険王連載　1954年 - 1955年頃）[30][31]
- かっぱぽんすけ　（一年ブック連載　1954年 - 1955年）[32]
- 歌えミミちゃん　（漫画王10月号附録　1955年）
- まんが忠臣蔵　（少年画報12月号附録　1955年）[33]
- きゃらこ姫（鶴書房、1955年頃）[34]
- かなりやさん　（りぼん連載　1955年9月号 - 1956年9月号[35]）
- 白雪小僧　（なかよし連載　1955年 - 1956年12月）[36]
- チョン子チョビ助　（漫画王　連載　1955年頃）[37]
- 後藤又兵衛　（幼年ブック2月号別冊附録　1956年）
- ちゃっちゃっちゃん （幼年王　読切　漫画王新学期増刊号　1956年）[38]
- わかさまは手品つかい　（少年　1956年お正月大増刊号）[39]
- 一声くん（少年クラブ 1956年頃）[40]
- バンカラ大将　（少年クラブ連載　1956年 - 1957年）[41]
- 青空くん　（漫画王連載　1956年 - 1958年）[42]
- 白星くん　（おもしろブック連載　1956年 - 1958年）[43]
- りぼん城ものがたり　（りぼん連載　1956年10月号 - 1958年8月号[35]）
- ふりそで騎士　（なかよし連載　1957年）[44]
- ぶんぶんかぶとの助　（幼年クラブ連載　1957年）[45]
- 富士桜之助　（少年クラブ連載　1958年）[46]
- ふりそで捕物帖　（りぼんお正月増刊号　1958年）[47]
- 一番星之助　（少年連載　1958年）[48]
  - 一番星之助　（少年13巻6号付録　1958年）[49]
- 大あばれ若さま剣法　（日の丸　1958年頃）[50]
- クリクリ小町　（少女ブック連載　1958年 - 1959年）[51]
- 虹のかなたに　（りぼん連載　1958年9月号 - 1960年8月号[35]）
  - 虹のかなたに　（りぼん付録　1959年）[52]
- 若草日記　（少女ブック連載　1959年 - 1960年）[53]
- かっぱ大将　（漫画王連載　1959年）[54]
- 快球Ｘあらわる!!　（少年サンデー・小学五年生　連載　少年サンデー版：1959年 - 1961年／きんらん社、虫プロ商事、ペップ出版よりコミックス刊行[3]）※少年サンデー版は1961年9月24日号（39）の第2部途中より題名『こんちゃーすボン太郎』に変更[55]
- アポロの騎士　（おもしろブック連載　1959年 - ？）[56]
- まぼろし大将　（少年サンデー連載　1959年頃）[57]
- スパーク・ボーイ　（漫画王連載　1959年頃）[58]
- はやて頭巾　（日の丸　1959年頃）[59]
- さむらいくん　（冒険王新年大増刊読切り 1959年）[60][61]
- 南蛮小天狗　（少年サンデー連載　1959年 - 1960年頃）[62]
- いろはほへ助　（まんが王　1960年頃）[63]
- 笛吹童子　（少年画報連載　1960年）[64]
- 黒バラ少女　（少女連載　1960年9・10月号）[65]
- ボン太郎にまかしとき　（別冊少年サンデー　1960年頃）[66]
- 快球X古城にあらわる　（別冊少年サンデー　1961年頃）[67]
- まぼろしの快球X　（別冊少年サンデー　1961年頃）[68]
- なかよし特急（小学五年生　1961年 - 1962年）[69][70][71][72]
- こんちゃーすボン太郎　（少年サンデー連載　1961年 - 1962年）[73]※『快球Ｘあらわる!!』を題名変更[55]
- 日本少年　（少年ブック連載　1961年 - 1963年／貸本きんらん社刊行（発行年不明）／宏文堂出版（発行年不明））[74][75]
- 太陽少年　（日の丸連載　1962年 - 1963年[76][77]）
- ついてるくん　（別冊少年サンデー　1963年頃）[78]
- おちょうしくん　（別冊少年サンデー　1963年頃）[79]
- バカンス小僧（少年サンデー　1963年頃）[80]
- 陽気な仲間　（ボーイズライフ　1963年 - 1964年頃）[81]
- メンドウ三太郎　（別冊少年サンデー　1964年頃）[82]
- たいした八ちゃん　（別冊少年サンデー　1964年頃）[83]
- テンコちゃん　（少女フレンド連載　1964年 - 1965年）[84][85]
- ファンキー･ボーイズ　（ボーイズライフ連載　1964年 - 1965年頃）[86][87]
- ウルトラCちゃん　（別冊少年マガジン　※「月刊少年マガジン」の前身。2009年創刊の「別冊少年マガジン」とは別。　1965年新年特大号）[88]
- 快獣ペケ　（少年マガジン連載　1965年）[89]
- ほらふき男爵の冒険（文：石沢圭一、少年サンデー連載　1965年頃）[90]
- カッパのパー子　（少女フレンド連載　1966年）[91]
- てなもんや迷探偵　（少年サンデー連載　1966年　[文]香川登志緒、[え]益子かつみ）[92]
- くらやみの手　（週刊マーガレット 1966年2月6日号）[93]
- 大あばれ若大将　（週刊マーガレット 1966年9月18日号）[94]
- レッツ・ゴー若大将　（週刊マーガレット 1966年11月13日号）[95]
- 快獣ブースカ　（ぼくら連載　1966年 - 1967年頃）[96]
- そん子ちゃん　（少女フレンド連載　1967年）[97][98]
- ヒュードロ　ユー子ちゃん　（少女フレンド連載　1967年8月22日34号 - ? （全4話））[99][100]※2017年復刻版発行[101]（まんだらけ発行）[102]。
- 花むこ募集中　（少女フレンド　読切　1967年）[103]
- ぬけぼけ親子　（別冊少年サンデー　1967年頃）[104]
- いたずら志願　（小説ジュニア 1968年5月号）[105]
- ジュニアコミック コロッケの恋人　（小説ジュニア 1968年7月号）[106]
- がんばれデコポン（小説ジュニア 1968年8月号）[107]
- あつまれ劣等生!（小説ジュニア 1968年8月号）[108]
- CM神さまよ～　（月刊 ぼくら 1969年8月号）[109]
- まんが紅白歌合戦　（別冊セブンティーン 1970年2月号）[110]
- とんだ仕返し　（少女ロマンス）[111]
- チョン助たぬきたいじ　（冒険王連載）[112]
- あっぱれトン吉
- 王手飛車の助[疑問点 – ノート]
- とっぴ太郎　（よいこ連載　1951年頃）[113]
- なんでも三郎　（よいこ連載　1952年頃）[114]
- ほがらか三郎　（よいこ連載　1952年 - 1953年頃）[115]
- 銀のオルゴール　（小学三年生連載　1958年 - 1959年）
- くれないの騎士　（小学三年生連載　1959年 - 1960年）[116]
- 早うちタロちゃん　（小学三年生　読切　1961年9月号）（共著者：平塚武二）[117]
- ピカポン物語　（小学三年生連載　1962年 - 1963年頃／小学四年生連載　1963年 - ）（共著者：安部進）[118]
- 小四まんが学習室 コント55号と名コーチくん（小学三年生 1969年3月号）[119]
- コント55号（小学三年生 1969年6月号-7月号,9月号）[120][121][122]
- 夏祭りだよ コント55号（小学三年生 1969年8月号）[123]
- コント55号のテレビまんが　（小学三年生 1970年4月号 - 8月号）[124]
- どろんこ大将　（小学四年生1960年4月号[125] - 1961年3月号[126]（1960年8月号は掲載不明））（小学五年生連載[要出典]）
- だがし横ちょう　（小学四年生 1962年頃）（共著者：乾信一郎）[127]
- 申しわけない　（小学四年生 1963年頃）（共著者：小沢洋）[128]
- クラスの主役　（小学四年生 1963年頃）（共著者：宮崎博史）[129]
- ユーモア小説 しろんぼくろんぼ（小学四年生 1964年1月号 - 3月号）（小学五年生 1964年頃）（共著者：生田直親）[130][131][132][133]
- ユーモア読み物 とんまのトン八（小学四年生1964年4月号）（共著者：竹淳）[134]
- 社会科まんが リンゴの旅（小学四年生 1964年5月号）[135]
- 学習まんが メートルくん（小学四年生 1964年6月号）[136]
- 学習まんが ヽくん○くん（小学四年生 1964年7月号）[137]
- 学習まんが テコちゃん（小学四年生 1964年12月号）[138]
- 社会科まんが シュッポちゃん（小学四年生 1965年1月号）[139]
- 学習まんが パチリくん（小学四年生 1965年2月号）[140]
- 理科まんが げんきくん（小学四年生 1965年5月号）[141]
- 学習まんが ブンブンくんチクリさん（小学四年生 1965年6月号）[142]
- 7月のまんがカレンダー（小学四年生 1965年7月号）[143]
- 学習まんが でんぷんくん（小学四年生 1965年9月号）[144]
- 学習まんが ものしりカラーくん（小学四年生 1965年11月号）[145]
- 学習まんが 分数くん（小学四年生 1965年12月号）[146]
- ユーモア物語 おっちょこ先生（小学四年生 1966年1月号）（共著者：神田小角）[147]
- 8月のまんがカレンダー（小学四年生 1966年8月号）[148]
- 学習まんが ､くん､｡くん――句読点のことがまんがを読みながらわかる｡ （小学四年生1968年4月号）[149]
- 学習まんが 地図くん記号くん 　（小学四年生 1969年4月号）[150]
- 学習まんが ､くん○くん　（小学四年生 1969年5月号）[151]
- 学習まんが コント55号のハエ･カ大作戦　（小学四年生 1969年7月号）[152]
- 学習まんが 海べのにん者　（小学四年生 1969年8月号）[153]
- 学習まんが タンパクくん　（小学四年生 1969年10月号）[154]
- 学習まんが コント55号方言くん　（小学四年生 1969年11月号）[155]
- 学習まんが コント55号の食塩くん　（小学四年生 1969年12月号）[156]
- 学習まんが コント55号大むかしへ行く　（小学四年生 1970年1月号）[157]
- 学習まんが コント55号の体積くん　（小学四年生 1970年2月号）[158]
- 学習まんが コント55号の温度くん　（小学四年生 1970年3月号）[159]
- 学習まんが ､くん○くん　（小学四年生 1970年4月号）[160]
- 学習まんが コント55号切りすてくん切り上げくん　（小学四年生 1970年5月号）[161]
- 学習まんが コント55号の敬語くん　（小学四年生 1970年7月号）[162]
- 学習まんが 時間くん　（小学四年生 1970年9月号）[163]
- 学習まんが 土地っ子くん　（小学四年生 1970年10月号）[164]
- 学習まんが 音くん訓さん　（小学四年生 1970年11月号）[165]
- 学習まんが 温度の寒太郎　（小学四年生 1970年12月号）[166]
- 学習まんが 体積くん　（小学四年生 1971年1月号）[167]
- 学習まんが こそあど捕物帳　（小学四年生 1971年2月号）[168]
- 学習まんが トンネルくん　（小学四年生 1971年3月号）[169]
- 学習まんが バッチリトリオのゝ○作戦　（小学四年生 1971年4月号）[170]
- 学習まんが パッチリトリオの切り捨て切り上げつり競争　（小学四年生 1971年5月号）[171]
- 学習まんが カビ島をにげだせ!!　（小学四年生 1971年6月号）[172]
- 学習まんが バッチリトリオの敬語パーティー　（小学四年生 1971年7月号）[173]
- 学習まんが 守るもせめるも時間だよ　（小学四年生 1971年8月号）[174]
- 学習まんが もうれつ夏休みだよ!　（小学四年生 1971年9月号）[175]
- 世界名作 ほら男しゃくの冒険　（小学四年生 1971年9月号）[175]　表紙絵担当。本文の挿絵も益子が担当する予定だったが、死去により他の挿絵画家が担当した。掲載ページ中に益子の訃報が掲載された。
- 辞典くんのしっぱい（小学四年生 1970年10月号付録『小学四年生の学習漫画』）[176]
- アッとおどろくじゅつ語郎（小学四年生 1970年10月号付録『小学四年生の学習漫画』）[176]
- 分数くんと数子さんのちえくらべ（小学四年生 1970年10月号付録『小学四年生の学習漫画』））[176]
- 面積くんがんばれ（小学四年生 1970年10月号付録『小学四年生の学習漫画』）[176]
- 数山量太と割野合助ちん道中（小学四年生 1970年10月号付録『小学四年生の学習漫画』）[176]
- 電池くん大活やく（小学四年生 1970年10月号付録『小学四年生の学習漫画』）[176]
- 低温くんの冬ごもり研究（小学四年生 1970年10月号付録『小学四年生の学習漫画』）[176]
- うきおくんとしずこさん（小学四年生 1970年10月号付録『小学四年生の学習漫画』）[176]
- しあわせのペンダント　（小学五年生連載 1960年 - 1961年）[177]
- なかよし特急　（小学五年生連載 1961年 - 1962年）[178]
- ユーモア小説 カッコイイやつ（小学五年生→小学六年生　1963年 - 1965年）（共著者：宮崎博史）[179]
- 学習まんが 平均くん　（小学五年生 1965年4月号）[180]
- 学習まんが ミドリちゃんトンカチくん　（小学五年生 1965年5月号）[181]
- 学習まんが ドレミファソラちゃん　（小学五年生 1965年6月号）[182]
- ユーモア動物絵物語 子ネコの南極たんけん　（小学五年生 1966年4月号）（共著者：ルツ･カロル/ラトローブ･カロル/小出正吾/保永貞夫）[183]
- ユーモア小説 びっくりしたな､モウ フシギ先生　（小学五年生 1966年7月号）（共著：平塚武二）[184]
- ユーモア絵物語 決獣〔ママ?〕ブースカ　（小学五年生 1966年8月号）[185]
- 理科まんが おれたちゃバイキン!　（小学五年生 1969年6月号）[186]
- 理科まんが シャボン玉一家　（小学五年生 1969年7月号）[187]
- 理科まんが ピカリ星人　（小学五年生 1969年8月号）[188]
- コント55号の理科まんが 花さん虫くん　（小学五年生 1970年4月号）[189]
- 理科まんが コイくんゲコくん　（小学五年生 1970年5月号）[190]
- コント55号の学習理科まんが からだの中を行くんやでえ （小学五年生 1970年6月号）[191]
- コント55号の学習理科まんが ピカリくん（小学五年生 1970年7月号）[192]
- 学習理科まんが 風のコント55号　（小学五年生 1970年8月号）[193]
- 学習理科まんが シャボン玉でゴーゴー　（小学五年生 1970年10月号）[194]
- 学習理科まんが コント55号のモグラ博士 　（小学五年生 1970年11月号）[195]
- 学習理科まんが 大音くん　（小学五年生 1970年12月号）[196]
- 学習理科まんが もえ代さん きえ太くん　（小学五年生 1971年1月号）[197]
- 学習理科まんが 水は魔法使い　（小学五年生 1971年2月号）[198]
- 学習理科まんが 熱のヒーターくん　（小学五年生 1971年3月号）[199]
- でんぷんくん（小学館 10月号付録（刊行年不明））[200][リンク切れ]